# Meinhard Olsen
Meinhard Olsen (Tórshavn, 10 de abril de 1997) es un futbolista feroés que juega en la demarcación de centrocampista para el Kolding IF de la Primera División de Dinamarca.

## Selección nacional
Tras jugar con la selección de fútbol sub-17 de Islas Feroe, la sub-19 y la sub-21, finalmente hizo su debut con la selección absoluta el 7 de junio de 2019 en un partido de clasificación para la Eurocopa 2020 contra España que finalizó con un resultado de 1-4 a favor del combinado español tras los goles de Sergio Ramos, Jesús Navas, José Luis Gayà y un autogol de Teitur Gestsson para España, y de Klæmint Olsen para las Islas Feroe.

## Clubes
| Club            | País        | Año       | Partidos | Goles |
| --------------- | ----------- | --------- | -------- | ----- |
| NSÍ Runavík     | Islas Feroe | 2013-2015 | 39       | 3     |
| Vendsyssel FF   | Dinamarca   | 2015-2017 | 10       | 1     |
| B36 Tórshavn    | Islas Feroe | 2017-2019 | 44       | 17    |
| Kristiansund BK | Noruega     | 2019      | 14       | 2     |
| B36 Tórshavn    | Islas Feroe | 2020      | 16       | 10    |
| GAIS Göteborg   | Suecia      | 2020      | 15       | 1     |
| Bryne FK        | Noruega     | 2021      | 27       | 7     |
| Mjøndalen IF    | Noruega     | 2022-2024 | 67       | 14    |
| Kolding IF      | Dinamarca   | 2025-     | 9        | 1     |